# Fed Cup 2009
Tenisowy Puchar Federacji w roku 2009 odbył się w następujących terminach:
- 7 lutego – I runda Grupy Światowej oraz Grupy Światowej II, rozgrywki strefowe
- 25 kwietnia – półfinały Grupy Światowej, konfrontacje barażowe
- 7 listopada – finał Grupy Światowej

## Grupa Światowa
|  |                    |                    |                    |        |        |                         |                         |                         |  |  |                    |                    |                    |
|  | I runda 7-8 lutego | I runda 7-8 lutego | I runda 7-8 lutego |        |        | Półfinał 25-26 kwietnia | Półfinał 25-26 kwietnia | Półfinał 25-26 kwietnia |  |  | Finał 7-8 września | Finał 7-8 września | Finał 7-8 września |
|  | I runda 7-8 lutego | I runda 7-8 lutego | I runda 7-8 lutego |        |        | Półfinał 25-26 kwietnia | Półfinał 25-26 kwietnia | Półfinał 25-26 kwietnia |  |  | Finał 7-8 września | Finał 7-8 września | Finał 7-8 września |
|  |                    |                    |                    |        |        |                         |                         |                         |  |  |                    |                    |                    |
|  |                    |                    |                    |        |        |                         |                         |                         |  |  |                    |                    |                    |
|  |                    | Rosja              | 5                  |        |        |                         |                         |                         |  |  |                    |                    |                    |
|  |                    | Rosja              | 5                  |        |        |                         |                         |                         |  |  |                    |                    |                    |
|  |                    | Chiny              | 0                  |        |        |                         |                         |                         |  |  |                    |                    |                    |
|  |                    | Chiny              | 0                  |        |        | Rosja                   | 1                       |                         |  |  |                    |                    |                    |
|  |                    |                    |                    |        |        | Rosja                   | 1                       |                         |  |  |                    |                    |                    |
|  |                    |                    |                    | Włochy | 4      |                         |                         |                         |  |  |                    |                    |                    |
|  |                    | Włochy             | 5                  | Włochy | 4      |                         |                         |                         |  |  |                    |                    |                    |
|  |                    | Włochy             | 5                  |        |        |                         |                         |                         |  |  |                    |                    |                    |
|  |                    | Francja            | 0                  |        |        |                         |                         |                         |  |  |                    |                    |                    |
|  |                    | Francja            | 0                  |        | Włochy | Włochy                  | 4                       |                         |  |  |                    |                    |                    |
|  |                    |                    |                    |        |        |                         |                         |                         |  |  |                    |                    |                    |
|  |                    |                    | USA                | USA    | 0      |                         |                         |                         |  |  |                    |                    |                    |
|  |                    | Argentyna          | USA                | USA    | 0      | 2                       |                         |                         |  |  |                    |                    |                    |
|  |                    | Argentyna          |                    |        |        |                         |                         |                         |  |  |                    |                    |                    |
|  |                    | USA                | 3                  |        |        |                         |                         |                         |  |  |                    |                    |                    |
|  |                    | USA                | 3                  |        | USA    | USA                     | 3                       |                         |  |  |                    |                    |                    |
|  |                    |                    |                    |        | USA    | USA                     | 3                       |                         |  |  |                    |                    |                    |
|  |                    |                    | Czechy             | Czechy | 2      |                         |                         |                         |  |  |                    |                    |                    |
|  |                    | Czechy             | Czechy             | Czechy | 2      | 4                       |                         |                         |  |  |                    |                    |                    |
|  |                    | Czechy             |                    |        |        |                         |                         |                         |  |  |                    |                    |                    |
|  |                    | Hiszpania          | 1                  |        |        |                         |                         |                         |  |  |                    |                    |                    |
|  |                    | Hiszpania          | 1                  |        |        |                         |                         |                         |  |  |                    |                    |                    |

## Baraże o Grupę Światową
W barażach zmierzyły się cztery drużyny które odpadły w 1 rundzie rozgrywek Grupy Światowej z drużynami które wygrały swoje pojedynki w Grupie Światowej II. Zwycięzcy pozostali/awansowali do Grupy Światowej, a przegrani spadli/pozostali w Grupie Światowej II
| Miejsce                     | Gospodarz                                                                                       | Wynik                                                                     | Gość                                                                                          |
| --------------------------- | ----------------------------------------------------------------------------------------------- | ------------------------------------------------------------------------- | --------------------------------------------------------------------------------------------- |
| Lleida, Hiszpania           | Hiszpania MJM Sánchez · AM Garrigues · AM Garriguez · MJM Sánchez · L Dominguez-Lino / NL Vives | 0 – 4 3:6, 4:6 6:3, 1:6, 2:6 3:6, 6:3, 3:6 6:3, 3:6, 6:7(0) 6:2, 1:0*     | Serbia J Janković · A Ivanović · J Janković · A Ivanović · A Jovanović / A Krunić             |
| Limoges, Francja            | Francja A Cornet · A Mauresmo · A Cornet · A Mauresmo · N Dechy / A Mauresmov                   | 3 – 2 7:6(2), 3:6, 4:6 4:6, 6:2, 6:3 2:6, 7:5, 4:6 7:5, 6:4 4:6, 6:1, 6:4 | Słowacja D Hantuchová · D Cibulková · D Cibulková · D Hantuchová · D Hantuchová / D Cibulková |
| Frankfurt nad Menem, Niemcy | Niemcy S Lisicki · A-L Grönefeld · A-L Grönefeld · S Lisicki · A-L Grönefeld / S Lisicki        | 3 – 2 6:4, 2:6, 6:4 4:6, 6:4, 6:2 5:7, 4:6 2:6, 6:2, 5:7 4:6, 7:5, 6:2    | Chiny J Zheng · S Peng · J Zheng · S Peng · J Zheng / S Peng                                  |
| Mar del Plata, Argentyna    | Argentyna J Cravero · M Irigoyen · J Cravero · M Irigoyen · M Irigoyen / P Ormaechea            | 0 – 5 6:4, 5:7, 2:6 3:6, 3:6 1:6, 2:6 2:6, 1:6 2:6, 0:6                   | Ukraina M Korytcewa · A Bondarenko · A Bondarenko · M Korytcewa · M Korytcewa / O Sawczuk     |

* – mecz niedokończony

## Grupa Światowa II
W Grupie Światowej II wystąpiły następujące reprezentacje:
- Izrael, Japonia, Niemcy i Ukraina po porażkach w barażach Grupy Światowej I 2008
- Belgia, Serbia, Słowacja i Szwajcaria po zwycięstwach w barażach Grupy Światowej II w 2008 roku.

Zwycięzcy awansowali do rozgrywek o Grupę Światową, przegrani walczyli w barażach o Grupę Światową II
| Miejsce              | Gospodarz  | Wynik | Gość    |
| -------------------- | ---------- | ----- | ------- |
| Bratysława, Słowacja | Słowacja   | 4 – 1 | Belgia  |
| Charków, Ukraina     | Ukraina    | 3 – 2 | Izrael  |
| Belgrad, Serbia      | Serbia     | 4 – 1 | Japonia |
| Zurych, Szwajcaria   | Szwajcaria | 2 – 3 | Niemcy  |

## Baraże o Grupę Światową II
W rozgrywkach wzięły udział drużyny które przegrały swoje spotkania w Grupie Światowej II oraz drużyny zakwalifikowany ze stref kontynentalnych. Zwycięzcy zagrają w sezonie 2010 w Grupie Światowej II, natomiast przegrani w strefach kontynentalnych.
| Miejsce            | Gospodarz | Wynik | Gość       |
| ------------------ | --------- | ----- | ---------- |
| Hasselt, Belgia    | Belgia    | 3 – 2 | Kanada     |
| Tallinn, Estonia   | Estonia   | 3 – 2 | Izrael     |
| Gdynia, Polska     | Polska    | 3 – 2 | Japonia    |
| Mildura, Australia | Australia | 3 – 1 | Szwajcaria |

## Rozgrywki strefowe

### Strefa Amerykańska

#### Grupa I
- 1. Kanada – awans do baraży o Grupę Światową II
- 2. Paragwaj
- 3. Brazylia
- 3. Kolumbia
- 5. Bahamy – spadek do Grupy II w sezonie 2010
- 5. Portoryko – spadek do Grupy II w sezonie 2010

#### Grupa II
Grupa A
- 1. Chile – awans do Grupy I w sezonie 2010
- 2. Meksyk
- 3. Peru
- 4. Panama

Grupa B
- 1. Kuba – awans do Grupy I w sezonie 2010
- 2. Boliwia
- 3. Gwatemala
- 4. Dominikana
- 5. Trynidad i Tobago

### Strefa Euro-Afrykańska

#### Grupa I
- Miejsce: Coral Tennis Club, Tallinn, Estonia (nawierzchnia: twarda)
- Data: 2 – 7 lutego 2009

Grupa A
- 1. Wielka Brytania – porażka w spotkaniu o awans do baraży o Grupę Światową II ze zwycięzcą Grupy Ib
- 2. Węgry
- 3. Holandia
- 4. Luksemburg – spadek do Grupy II po porażce w spotkaniu o utrzymanie z ostatnią drużyną Grupy Ic

Grupa B
- 1. Polska – awans do baraży o Grupę Światową II po zwycięstwie z najlepszą drużyną Grupy Ia
- 2. Szwecja
- 3. Rumunia
- 4. Bośnia i Hercegowina – zwycięstwo z ostatnią drużyną Grupy Id w meczu o utrzymanie w Grupie I

Grupa C
- 1. Białoruś – porażka w spotkaniu o awans do baraży o Grupę Światową II ze zwycięzcą grupy D
- 2. Dania
- 3. Słowenia
- 4. Austria – zwycięstwo z ostatnią drużyną Grupy Ia o utrzymanie w Grupie I

Grupa D
- 1. Estonia – awans do baraży o Grupę Światową II po pokonaniu zwycięzcy Grupy Ic
- 2. Chorwacja
- 3. Bułgaria – spadek do Grupy II po porażce z ostatnią drużyną Grupy Ib

#### Grupa II
- Miejsce: Attaleya Shine Tennis Club, Antalya, Turcja (nawierzchnia: twarda)
- Data: 20 – 25 kwietnia 2009

Grupa A
- 1. Łotwa – awans do Grupy I po barażu z Gruzją
- 2. Portugalia
- 3. Maroko – spadek do Grupy III

Grupa B
- 1. RPA – awans po pokonaniu Portugalii
- 2. Gruzja
- 3. Turcja – spadek do grupy III

#### Grupa III
- Miejsce: Marsa Sports Club, Marsa, Malta (nawierzchnia: twarda)
- Data: 20 – 25 kwietnia 2009

Grupa A
- 1. Grecja – awans do Grupy II
- 2. Finlandia
- 3. Irlandia
- 4. Malta
- 5. Algieria

Grupa B
- 1. Armenia – awans do Grupy II
- 2. Norwegia
- 3. Liechtenstein
- 4. Egipt
- 5. Mołdawia
- 6. Islandia

## Reprezentacja Polski
Reprezentantki Polski: singlistki – Agnieszka Radwańska, Urszula Radwańska, Katarzyna Piter, deblistki – Klaudia Jans, Alicja Rosolska występowały w rozgrywkach Grupy Euroafrykańskiej I. W fazie grupowej wygrały mecze z: Rumunią 2:1, Szwecją 3:0 i Bośnią i Hercegowiną 2:1. W fazie play-off Wielką Brytanią 2:1, zaś w meczu decydującym o awansie do Grupy Światowej II z Japonią 3:2.
Polska 2:1 Rumunia
- Katarzyna Piter – Monica Niculescu 4:6, 1:6
- Agnieszka Radwańska – Sorana Cîrstea 6:1, 6:3
- Klaudia Jans / Alicja Rosolska – Sorana Cîrstea / Monica Niculescu 6:4, 6:0

Polska 3:0 Szwecja
- Katarzyna Piter – Johanna Larsson 6:4, 1:6, 6:4
- Agnieszka Radwańska – Sofia Arvidsson 6:2, 6:3
- Klaudia Jans / Alicja Rosolska – Sofia Arvidsson / Johanna Larsson 6:4, 6:2

Polska 2:1 Bośnia i Hercegowina
- Agnieszka Radwańska – Mervana Jugić-Salkić 6:1, 4:6, 6:7(5)
- Katarzyna Piter – Dijana Stojić 6:1, 6:1
- Klaudia Jans / Alicja Rosolska – Mervana Jugić-Salkić / Sandra Martinović 6:3, 3:6, 6:0

Polska 2:1 Wielka Brytania
- Katarzyna Piter – Elena Baltacha 4:6, 1:6
- Agnieszka Radwańska – Anne Keothavong 7:6(2), 7:6(4)
- Klaudia Jans / Alicja Rosolska – Sarah Borwell / Anne Keothavong 7:5, 6:3

Polska 3:2 Japonia
- Urszula Radwańska – Ai Sugiyama 4:6, 2:6
- Agnieszka Radwańska – Akiko Morigami 6:2, 6:1
- Agnieszka Radwańska – Ai Sugiyama 7:6, 6:1
- Urszula Radwańska – Akiko Morigami 2:6, 4:6
- Klaudia Jans / Alicja Rosolska – Ayumi Morita / Ai Sugiyama 1:6, 6:3, 6:3